# Saltfjellet-Svartisen-Nationalpark
Der Saltfjellet-Svartisen-Nationalpark (norwegisch Saltfjellet-Svartisen nasjonalpark, dt. Salzberg-Schwarzeis-Nationalpark) ist der viertgrößte Nationalpark in Norwegen. Er gehört zu den Gemeinden Beiarn, Meløy, Rana, Rødøy, Saltdal und Bodø in der Provinz Nordland. 
Der Park wurde 1989 gegründet, um die schöne und nahezu unberührte Bergwelt mit ihren Pflanzen und Tieren und geologischen Gegebenheiten zu erhalten und zu schützen. Zusammen mit den Naturschutzgebieten Gåsvatnan und Saltfjellet und den Naturreservaten Storolia und Blakkådalen bildet der Park eine große Schutzzone.

## Geographie Landschaft und Geologie

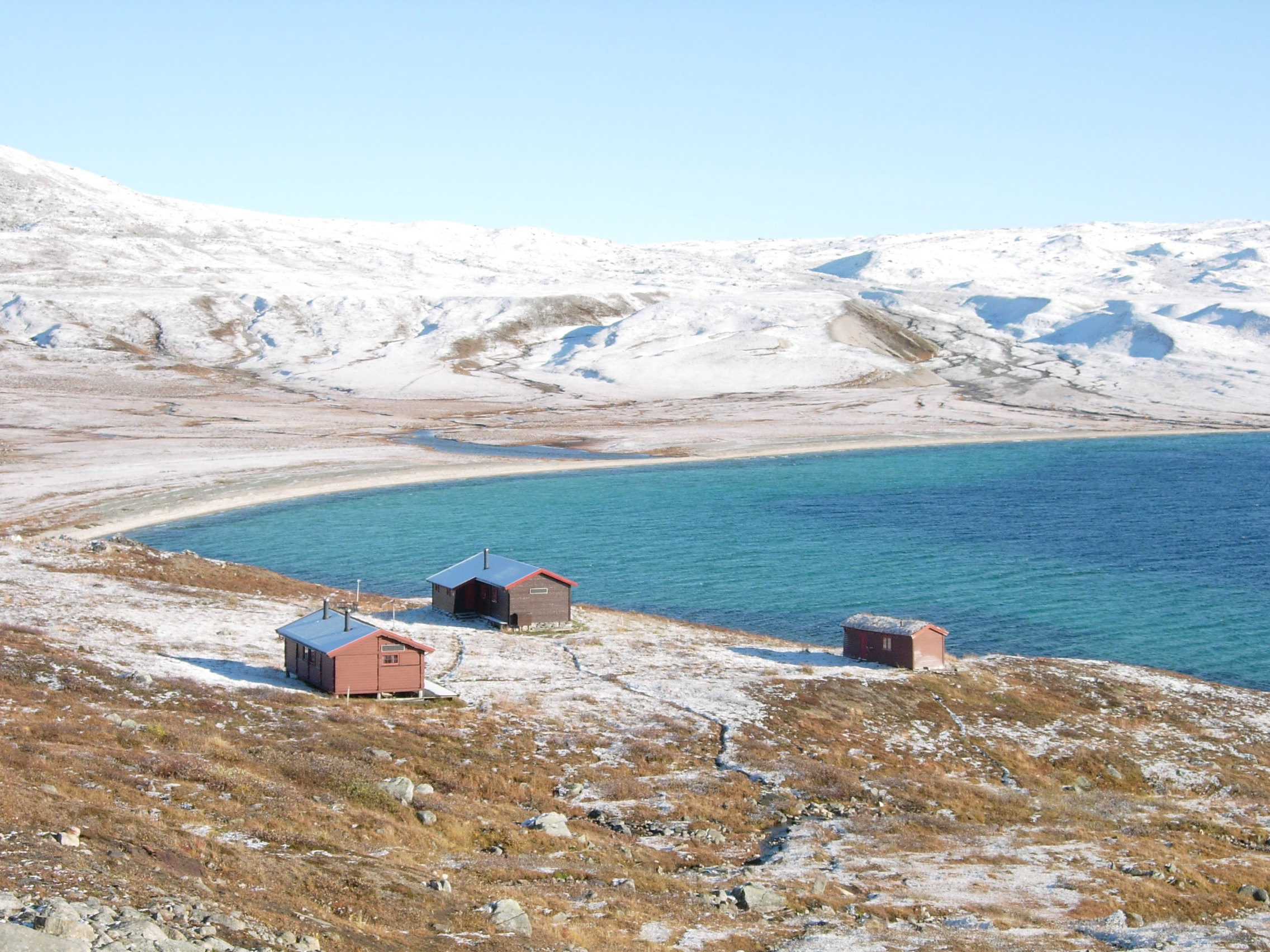
Bjellåvasstua-Hütte im Saltfjellet

Der Saltfjellet-Svartisen weist eine sehr abwechslungsreiche Landschaft auf. Vom Nordfjord im Westen erstreckt sich der Park über mehr als 1500 m hohe Berge und Gletscher bis zu fruchtbaren von Flüssen durchzogenen Tälern und offenen Hochebenen im Osten. Im westlichen Teil des Parks befindet sich der 370 km² große Svartisen Gletscher, welcher durch die Gletscherschmelze der letzten Jahrzehnte eigentlich zu zwei einzelnen Gletschern wurde. Teilweise reichen die Gletscherzungen bis an das Europäische Nordmeer. Im Osten umfasst der Park den Bergzug Saltfjellet. Dort liegt auch der höchste Berg im Nationalpark, der 1751 m hohe Ørfjellet. Im Süden des Parks verläuft der Polarkreis.
Das vorherrschende Gesteinsmaterial, vor allem in der Mitte des Parks ist Kalkgestein, weshalb es dort auch zahlreiche Karst-Grotten gibt.

## Flora und Fauna
Entlang des Polarkreises und somit auch im Park befindet sich eine natürliche Nord- bzw. Südgrenze für viele Pflanzenarten. Zusammen mit den kalkhaltigen Böden gewährleistet dies eine üppige Flora. Die wohl seltensten Pflanzen im Park sind Alaska Rhododendron und Weißer Silberwurz.
Luchse und Vielfraße sind überall im Park anzutreffen, Elche hingegen leben vor allem in den Tälern des Parkes.

## Kulturerbe
Die ältesten Funde samischer Besiedlung gehen auf das 9. Jahrhundert zurück. Man fand die Reste von Opferstätten, Fallgruben und Zäunen. Seit dem 16. Jahrhundert wird im Park Rentierzucht betrieben, hauptsächlich aber im Lønsdalen.
In einigen Gebirgstälern fand man die Reste von kleinen Bauernsiedlungen aus dem 19. Jahrhundert. Im Jahre 1867 wurde durch die Televerket eine Telefonleitung entlang der alten Straße zwischen Rana und Salten gelegt.

## Tourismus und Verwaltung
Im Park gibt es zahlreiche ausgewiesene Wanderwege und insgesamt 15 Berghütten mit Übernachtungsmöglichkeiten. 
Das Nordland nasjonalparksenter liegt in Storjord zwischen den Nationalparks Saltfjellet-Svartisen und Junkerdal und dient als Informationszentrum für alle Nationalparks in der Provinz Nordland.
Über eine Erweiterung des Nationalparks wird seit 2007 nachgedacht.